# Лагунов Борис Ісакович
Лагуно́в Бори́с Ісакович (1880 — не раніше 1938) — член Української Центральної Ради.

## З життєпису
Студент Київської політехніки. У 1910 р. засуджений до заслання в Іркутську губернію.
1911 р. здійснив замах на начальника Горно-Зерентуйської в'язниці.
У 1917 р. — член Київської окружної комісії у справах виборів до Установчих зборів Української Народної Республіки.
Був обраний до складу Української Центральної Ради від росіян (партії соціалістів-революціонерів).

## Твори
- Лагунов Б. И. Покушение на Высоцкого // Чемоданов Г. Н. Нерчинская каторга: Воспоминания б. нач. конвойн. команды. М., 1930, С. 159—167.
- Лагунов Б. И. Поездка в Горный Зерентуй // Каторга и ссылка. [Киев], 1924. С. 5 — 13.